# Bell (Califòrnia)
Bell és una ciutat dels Estats Units a l'estat de Califòrnia. Segons el cens del 2000 tenia 36.664 habitants.

## Demografia
Segons el cens del 2000, Bell tenia 36.664 habitants, 8.918 habitatges, i 7.615 famílies. La densitat de població era de 5.708,1 habitants/km².
Dels 8.918 habitatges en un 57,6% hi vivien nens de menys de 18 anys, en un 58% hi vivien parelles casades, en un 18,3% dones solteres, i en un 14,6% no eren unitats familiars. En l'11% dels habitatges hi vivien persones soles el 5,1% de les quals corresponia a persones de 65 anys o més que vivien soles. El nombre mitjà de persones vivint en cada habitatge era de 4,05 i el nombre mitjà de persones que vivien en cada família era de 4,27.
Per edats la població es repartia de la següent manera: un 35,3% tenia menys de 18 anys, un 12,9% entre 18 i 24, un 32,2% entre 25 i 44, un 14,1% de 45 a 60 i un 5,4% 65 anys o més.
L'edat mediana era de 26 anys. Per cada 100 dones de 18 o més anys hi havia 99,3 homes.
La renda mediana per habitatge era de 29.946 $ i la renda mediana per família de 30.504 $. Els homes tenien una renda mediana de 22.596 $ mentre que les dones 17.025 $. La renda per capita de la població era de 9.905 $. Entorn del 21,2% de les famílies i el 24,1% de la població estaven per davall del llindar de pobresa.

## Poblacions més properes
El següent diagrama mostra les poblacions més properes.